# Algidia chiltoni
Algidia chiltoni is een hooiwagen uit de familie Triaenonychidae. De wetenschappelijke naam van Algidia chiltoni gaat terug op Roewer.
xxxx = Adaeum hoggi Forster 1943: